# Cmentarze wojenne Armii Krajowej na Grodzieńszczyźnie i Nowogródczyźnie
Cmentarze wojenne Armii Krajowej na Grodzieńszczyźnie i Nowogródczyźnie – cmentarze i kwatery cmentarne żołnierzy Armii Krajowej zlokalizowane na szeroko pojętej Grodzieńszczyźnie i Nowogródczyźnie (obecnie na terytorium Białorusi) kryjące szczątki polskich wojskowych poległych lub pomordowanych podczas walk z okupantem niemieckim i sowieckim, głównie w latach 1943-1945.

## Cmentarze i kwatery[1][2]
| Lokalizacja cmentarza                       | Pochowani                                                                           | Opis | Zdjęcie |
| ------------------------------------------- | ----------------------------------------------------------------------------------- | --- | ------- |
| Surkonty (szczegółowy opis w osobnym haśle) | 37. żołnierzy Nowogródzkiego Okręgu AK                                              | żołnierze polegli 21 sierpnia 1944 w walce z wojskami wewnętrznymi NKWD pod Surkontami, gdzie odbyło się starcie już po rozbrojeniu oddziałów AK pod Wilnem, m.in. Maciej Kalenkiewicz; obiekt zrównany z ziemią przez władze białoruskie w 2022 |         |
| Stryjówka                                   | 30. żołnierzy VIII Uderzeniowego Batalionu Kadrowego AK                             | żołnierze AK polegli 20 września 1943 w walce z niemiecką grupą operacyjną w wyniku denuncjacji miejscowej ludności białoruskiej; dowódcą oddziału był Zbigniew Czarnocki "Czarny" |         |
| Szczuczyn                                   | 25. żołnierzy VII Batalionu 77. Pułku Piechoty AK                                   | żołnierze Jana Piwnika "Ponurego" polegli 29 kwietnia 1944 podczas akcji zbrojnej przeciwko garnizonowi żandarmerii i policji; mogiłą w czasach ZSRS opiekowała się miejscowa ludność; urządzono ją ponownie w 1994 |         |
| Nieciecz                                    | 30. żołnierzy IV Batalionu 77. Pułku Piechoty AK, 8. żołnierzy I Batalionu 77 PP AK | żołnierze pod dowództwem Czesława Zajączkowskiego "Ragnera" polegli w walkach toczonych w latach 1943-1944 (30. osób), polegli w starciu z Niemcami pod Sucharami (kwiecień 1944, 8. osób); nekropolia powstała w końcu czerwca 1943 (pierwszym pochowanym był Władysław Miszczuk "Ojciec", poległy 29 czerwca 1943 w zwycięskiej dla Polaków walce pod Pacukami z kompanią sowiecką z Brygady im. Lenina, która pacyfikowała polskie wsie i mordowała członków podziemia); kolejni pochowani to polegli w starciach z Niemcami pod Jamontami i Żamojdzią; partyzanci wznieśli tutaj krzyż z napisem "Dla Ciebie Polsko"; obecnie jest tu kwatera grobów murowanych z murowanym obeliskiem oraz tablicą z napisem pamiątkowym; całość urządzono w 1992                        |         |
| Kamień                                      | żołnierze Zgrupowania Stołpeckiego AK                                               | żołnierze Adolfa Plicha "Góry" polegli z 14 na 15 maja 1944 w obronie wsi przed sowietami, kiedy to rosjanie spalili kościół, część miejscowości i zamordowali 20. mieszkańców, sami straciwszy około 80. ludzi; spoczywa tu m.in. dowódca kompanii I Batalionu 78. Pułku Piechoty AK Józef Zujewski "Mak" wraz z dwudziestoma ludźmi |         |
| Starzynki Kropiwnickie                      | 40. żołnierzy Zgrupowania Stołpeckiego AK (kwatera)                                 | żołnierze polegli w różnych walkach podczas pierwszego półrocza 1944; istniała tu kaplica zburzona w czasach Chruszczowa (obecnie odbudowana z inicjatywy mieszkańców); również kwatera była całkowicie zdewastowana i została odnowiona |         |
| szosa Naliboki - Terebejna                  | 20. żołnierzy Batalionu Stołpeckiego AK                                             | żołnierze zostali zamordowani przez Niemców latem 1943 w trakcie operacji antypartyzanckiej "Hermann"; spoczywają tutaj m.in. dowódca 1. Kompanii Zgrupowania, Olgierd Woyna "Lecha" i sanitariuszka Halina Drucka-Podbereska "Księżniczka", która przed powieszeniem wykrzyknęła "Niech żyje Polska!"; sowieci zniszczyli mogiłę pod pretekstem robót drogowych; nie pozwolono nawet zbierać kości poległych; obecnie obiekt odnowiony |         |
| Nacza                                       | kilkunastu żołnierzy II Batalionu 77. PP AK (kwatera)                               | żołnierze dowodzeni przez Jana Borysewicza "Krysię" poległych w walkach z Niemcami, m.in. w trakcie ataku na garnizon SS w Horodnie oraz odbicia aresztowanych z konwoju pod Wawiórką |         |
| Wawiórka                                    | żołnierze VII Batalionu 77. PP AK (kwatera)                                         | żołnierze polegli 16 czerwca 1944 podczas akcji przeciw Niemcom w Bohdanach-Jewłaszach; spoczywał tu m.in. Jan Piwnik "Ponury" (17 września 1987 ekshumowany i przewieziony do opactwa w Wąchocku) |         |
| Wasiliszki                                  | różni żołnierze                                                                     | żołnierze AK zamordowani przez sowietów 13 marca 1945 przez pozorowany oddział NKWD |         |
| Dyndyliszki                                 | 8. żołnierzy I Batalionu 77 PP AK                                                   | zbiorowa mogiła przy drodze do Iwja, w której pochowano ośmiu żołnierzy poległych 24 czerwca 1944 w starciu z Niemcami, w trakcie rajdu w lasy Puszczy Nalibockiej; w okresie sowieckim mieszkańcy nie dopuścili do zniszczenia mogiły pod pretekstem poszerzenia drogi |         |
| Wikszniany                                  | kilkunastu żołnierzy kompanii "Dąb" ośrodka Iwje-Juraciszki "Cis"                   | żołnierze w większości polegli 24 lutego 1944 w obronie polskich wsi Babińsk, Doniewicze, Izabelin, Kaczewo i Ługomowicze przed partyzantką sowiecką; akcją dowodził Zbigniew Rachalewski "Poraj" i zasadniczo pozwoliła ona ochronić większość ludności; na grobach istnieją tabliczki imienne |         |
| Olchówka                                    | 23 żołnierzy IV Batalionu 77. PP AK (kwatera na cmentarzu prawosłąwnym)             | żołnierze polegli z 17 na 18 maja 1944 w sowieckiej zasadzce urządzonej przez Brygadę im. Kirowa; za czasów ZSRS teren oznaczony zaciosami w formie krzyży na drzewach, potem uratowany przed splantowaniem pod nowe pochówki; spoczywają tu m.in. dowódca 2. kompanii IV Batalionu 77 PP, Jerzy Leszczyński "Lotnik" i Kazimierz Popkowski "Michał", który w walkach z sowietami stracił dwóch braci |         |
| Czereszla                                   | 6. żołnierzy konspiracyjnej placówki AK                                             | żołnierze (mieszkańcy wsi) zostali uprowadzeni w marcu 1944 przez sowietów (prawdopodobnie oddziału Kotowskiego), potem byli brutalnie przesłuchiwani i zamordowani |         |
| Hoża                                        | kilku żołnierzy i cywilów                                                           | na cmentarzu spoczywają m.in.: pięciu mieszkańców wsi Budniki zamordowanych przez NKWD (ukrywali się przed poborem do Armii Czerwonej i zostali ujęci), Edward Sigiel (żołnierz AK rozstrzelany przez NKWD 23 lipca 1945 w lesie pod Plebaniszkami Piotrowskimi), czworo żołnierzy oddziału UBK AK Zbigniewa Łakińskiego "Grodniaka" poległych w walkach z Niemcami 26 września 1943, w tym: sanitariuszka Anna Zarzycka "Hanka" i Bolesław Misiuro "Świerk". |         |
| Ługomowicze                                 | siedmiu żołnierzy ośrodka "Cis" AK                                                  | żołnierze zostali zamordowani po ujęciu przez grupę operacyjną NKWD w okolicy wsi 4 kwietnia 1945 |         |
| Ostryna i Kamionka                          | siedem osób w Kamionce                                                              | ofiary represji związanych z denuncjacją kompanii konspiracyjnej AK kryptonim "Moczary" (Ośrodek "Szczuczyn"); żołnierze zostali zamordowani przez Niemców latem 1943 po aresztowaniach żołnierzy i ich rodzin; dodatkowo w Kamionce spoczywa dowódca oddziału, Bolesław Koleśnik "Smok" i kilku jego ludzi, którzy zginęli w walce z NKWD 27 grudnia 1944 |         |
| Raduń                                       | 30. żołnierzy oddziału samoobrony                                                   | żołnierze (dowodzeni przez Wacława Weremowicza "Kunę") zostali wymordowani podczas snu 13 marca 1945 przez pozorowany oddział NKWD w Piaskowcach udający rosyjskojęzyczny oddział antysowiecki (tzw. "zielonych"); przy okazji sowieci wymordowali kilkudziesięciu mieszkańców Piaskowców; mord został zapomniany i przypomniano go dopiero w latach 90. XX wieku; po trudnościach czynionych przez władze ciała przeniesiono do kwatery na cmentarzu; miejscowa ludność znała balladę upamiętniającą śmierć akowców; w lesie przy drodze do wsi Dajnowy znajdują się jeszcze dwa groby (8 i 4 osoby) związane z tym mordem, a kolejne na cmentarzach w Zabłociu i Lipkuńcach                                                                                                 |         |
| Bobrowicze (wieś wyludniona)                | nie więcej niż 24. żołnierzy 1. Oddziału Samoobrony Czynnej Ziemi Wileńskiej        | żołnierze z grupy porucznika Kopaczka "Jodły" i Eryka Barcza "Eryka" polegli 14 września 1944 w boju z grupą operacyjną 32. Zmotoryzowanego Pułku Strzelców WW NKWD, po zadaniu sowietom wcześniej dużych strat w Łazdunach; mogiłę urządzono w 1996 z inicjatywy członka oddziału, Stanisława Paszula "Węgla", ujętego, skazanego na 25 lat łagru i zbiegłego z ZSRS (inicjatora postawienia Pomnika Katyńskiego w Nowym Jorku) |         |
| pola pomiędzy Rowinami i Kaczycami          | nie więcej niż 89. żołnierzy oddziałów 1. i 2. Samoobrony Czynnej Ziemi Wileńskiej  | żołnierze dowodzeni przez rotmistrza Władysława Kitowskiego "Orlicza" i Witolda Turonka "Tumrego" (łącznie 180 ludzi) polegli w trakcie marszu z Puszczy Nalibockiej poza linię Curzona 29 stycznia 1945; zostali zlokalizowani przez Wojska Wewnętrzne NKWD, okrążeni i po ciężkich walkach wyprowadzeni z okrążenia przez Hieronima Piotrowskiego "Jura", późniejszego komendanta Obwodu WiN w Ostrowi Mazowieckiej); 25. żołnierzy dostało się do niewoli sowieckiej i w większości trafiło do łagrów; zamordowano tu m.in. Iwana Kalinina, rosyjskiego antykomunistę walczącego z sowietami w szeregach AK; poległych pochowano w trzech mogiłach, z których dotąd zlokalizowano jedną; władze białoruskie nie wyrażają zgody na ekshumację lub utworzenie kwater in situ |         |
| Święcica Wielka                             | do 15. żołnierzy oddziału kryptonim "Reduta" AK                                     | żołnierze polegli w boju ze znacznie przeważającą liczebnie grupą operacyjną NKWD 2 i 3 lipca 1945; zginęli tutaj m.in. dowódca oddziału Aleksander Pawluczenko "Oskar", Jan Muszyński "Sep" i Antoni Giecołd "Ultor"; część ludzi zdołała się przebić poza linię Curzona |         |
| Juszkiewicze                                | kilku żołnierzy konspiracyjnej placówki AK (kwatera)                                | żołnierze (mieszkańcy wsi) zostali zamordowani przez grupę operacyjną NKWD z Baranowicz podczas pacyfikacji wsi 4 kwietnia 1945; kwatera odnowiona |         |

## Pojedyncze mogiły i ich zespoły
Oprócz cmentarzy, mogił zbiorowych i kwater na nekropoliach, żołnierze Armii Krajowej pochowani są w pojedynczych grobach lub ich zespołach na cmentarzach publicznych, bez wydzielania kwater. Mogiły takie znajdują się m.in. w następujących miejscowościach:
- Bielica nad Niemnem: sześciu żołnierzy, w tym Antoni Kuczyński "Tygrys", powieszeni publicznie jesienią 1944 przez sowietów celem zastraszenia miejscowej ludności,
- Iwieniec: kilka grobów żołnierzy poległych w walkach o garnizon niemiecki (19 czerwca 1943) oraz podczas operacji "Hermann" (lato 1943), jak również zamordowanych przez sowiecką partyzantkę, m.in. 1 grudnia 1943 (rozbrajanie Batalionu Stołpeckiego AK),
- Horodyszcze: polegli w maju 1944 w bojach pod Przewłóką oraz cywile z pacyfikowanej wsi,
- Krzeczewicze: czterej żołnierze,
- Lida: stary cmentarz,
- Sobotniki: do mogiły nieznanych żołnierzy z wojny polsko-bolszewickiej dochowano Edwarda Oziębłę "Ludwika" poległego w niemieckiej zasadzce w czerwcu 1944,
- Traby: trzy mogiły, w tym Romana Węcławowicza "Olchy", zamordowanego przez NKWD 31 maja 1945 i pochowanego pierwotnie na łące pod miejscowością Ohłobiszki, następnie ekshumowanego przez żonę w to miejsce,
- Werenowo: grób dowódcy oddziału, Adama Łoszakiewicza "Iskry" poległego w walce z NKWD pod Dajnowem (24 maja 1945),
- Wojdagi: trzy groby,
- Wołkowysk: kilka mogił harcerzy powiązanych z AK, rozstrzelanych przez NKWD w marcu 1945,
- Żyrmuny: sześć grobów, w tym mogiła dowódcy grupy, A. Krypienia "Janusza",
- Alba: grób Zdzisława Nurkiewicza "Ostoi", syna także Zdzisława Nurkiewicza, znanego z walk w Puszczy Nalibockiej,
- pojedyncze groby w miejscowościach: Boży Dar, Buciły, Derewnie, Dudy, Hancewicze, Hermaniszki, Iwie, Jasielewicze, Jodkiewicze, Jurciszki, Lebiodce, Maciuki, Podwaryszki, Porozowo, Rakliszki, Różance, Ruda, Stare Waliszki, Żołdek, a także lasy pod: Sikorzycą, Wierzbiłkami oraz Pasiekami Dworczańskimi,
- groby ofiar niemieckiej "Polenaktion": w Baranowiczach czterysta grobów, w Nowogródku sześćdziesiąt (stary cmentarz katolicki; ofiary denuncjacji gebitskomisarza BNS, Borysa Raguli; pochowani tutaj, to m.in. prof. Leon Augustyn i ksiądz dziekan Michał Dalecki), w lesie Hajki koło Nieświeża - 72 (tutaj w latach 60. XX wieku lokalna ludność wystawiła krzyż skonstruowany z szyn kolejowych, jednak na polecenie władz sowieckich został on usunięty, lecz pozostałości są czytelne do dziś),
- rozstrzelani przez Niemców żołnierze AK w grobach masowych ludności cywilnej: Słonim (dwieście ofiar), Wołkowysk (130 ofiar), Zdzięcioł (23 ofiary spalone żywcem w czerwcu 1944 przez rosyjskie oddziały brygady RONA Bronisława Kaminskiego),
- zbiorowe mogiły niemieckiego obozu koncentracyjnego w Kołdyczewie, którego załogę stanowili ochotnicy z 11. Białoruskiego Batalionu SS[1].